# Stagira-Akanthos
Stagira-Akanthos (griechisch Στάγιρα-Άκανθος; (n. pl.), (f. sg.)); offizielle Bezeichnung Dimotiki enotita Stagira-Akanthos (Δημοτική Ενότητα Σταγίρων-Ακάνθου), ist seit 2011 ein Gemeindebezirk der griechischen Gemeinde Aristotelis in der Region Zentralmakedonien. Er entstand 1997 als selbständige Gemeinde aus der Zusammenlegung der Gemeinden Ierissos, Stagira, Ouranoupoli, Ammouliani, Stratoniki, Stratoni, Nea Roda und Olymbiada im Rahmen der griechischen Kommunalverwaltungsreform Schedio Kapodistrias. Der Name leitet sich von den beiden antiken Städten (poleis) auf dem Gebiet der Gemeinde ab: Stageira bei der heutigen Ortschaft Olymbiada und Akanthos bei der heutigen Ortschaft Ierissos.
Zur Gliederung in Ortschaften und Siedlungen siehe Aristotelis#Gemeindegliederung.